# Полный православный богословский энциклопедический словарь
Полный православный богословский энциклопедический словарь — словарь в двух томах, изданный в Санкт-Петербурге в 1913 году, издательством Петра Сойкина (улица Стремянная, дом 12, собственный дом).
Содержит объяснение всех касающихся православной церкви, её учения и жизни понятий по вопросам богословского, философского, литературного, церковно-практического и исторического характера. Согласно изданию, «составлен на основании лучших изследований специалистов по этим отраслям богословскаго знания».
В 1992 году был репринтно переиздан тиражом 100 000 экземпляров.
- ISBN 978-5998-97127-3 (Том 1)
- ISBN 978-5877-44003-6 (Том 2)

Рекомендовано к печати отделом религиозного образования и катехизации Московского Патриархата.